# Bandidus dispersus
Bandidus dispersus är en insektsart som först beskrevs av Banks 1910.  Bandidus dispersus ingår i släktet Bandidus och familjen myrlejonsländor. Inga underarter finns listade i Catalogue of Life.